# Alma (Frankrijk)
Alma is een Frans historisch merk van motorfietsen.
De bedrijfsnaam was: Ets. Alma, Clermont-Ferrand.
In 1949 begon dit bedrijf met de productie van lichte motorfietsjes met 125- en 175cc-Ydral-tweetaktmotoren. Al snel werd het modellenpalet uitgebreid met meer motorfietsen en ook scooters, met inbouwmotoren van verschillende merken, waaronder in elk geval Le Poulain. Vanaf 1953 werden Sachs-motoren ingebouwd. De productie eindigde in 1959.